# Коханы (Смоленская область)
Коханы — деревня в Рославльском районе Смоленской области России. Входит в состав Сырокоренского сельского поселения. Население — 261 житель (2007 год). 
Расположена в южной части области в 60 км к северо-востоку от Рославля, в 9 км севернее автодороги А101 Москва — Варшава («Старая Польская» или «Варшавка»), на берегу реки Шуица. В 40 км южнее деревни расположена железнодорожная станция О.п. 37-й км на линии Рославль — Фаянсовая. 

## История
1 октября 1929 году образуется Западная область с центром в Смоленске, в ее состав вошли территории Смоленской, Брянской, части Калужской, Московской, Тверской губернии, Великолужский округ Ленинградской области.
Старая административная система: губерния - уезд - волость ликвидируется и создается новая: область - округ - район - сельсовет.
На территории Западной области образуется 8 округов, 125 районов и 1161 сельский совет.
Рославль стал центром округа, в состав которого вошло 11 районов: Рославльский, Хиславичский, Починковский, Стадолищенский, Екимовичский (в его состав было передана часть бывшей Жерелевской волости Мосальского уезда Калужской губернии, деревни Крапивна, Шуи, Коханы), Мокровский, Рогнеденский, Дубровский, Клетнянский, Ершичский, Шумячский. А в августе 1930 года округа были упразднены.
В годы Великой Отечественной войны деревня была оккупирована гитлеровскими войсками в августе 1941 года, освобождена в сентябре 1943 года.